# Flubber
Flubber (Flubber - Uma Invenção Desmiolada no Brasil e Flubber - O Professor Distraído em Portugal) é um filme norte-americano do gênero comédia, de 1997, estrelado por Robin Williams e Marcia Gay Harden. É um remake do filme The Absent-Minded Professor do ano de 1961.
O filme foi produzido pela Walt Disney Pictures e apesar das críticas negativas, foi bem nas bilheterias.

## Sinopse
O brilhante mas distraído professor universitário de uma cidade dos Estados Unidos, Philip Brainard (Robin Williams) tenta aperfeiçoar uma substância que ele descobriu por acaso em seu laboratório instalado no porão de sua casa e que poderá ser uma nova fonte de energia. Se isto der certo ele consegue salvar o Medfield College, universidade onde trabalha, e onde a paixão da sua vida é a diretora Sara Reynolds (Marcia Gay Harden).
Mas a excitação de tal descoberta o faz esquecer de que existe um mundo do lado de fora do seu laboratório.

## Elenco
- Robin Williams ... Philip Brainard
- Marcia Gay Harden ... Sara Jean Reynolds
- Christopher McDonald ... Wilson Croft
- Raymond J. Barry ... Chester Hoenicker
- Clancy Brown ... Smith
- Ted Levine ... Wesson
- Wil Wheaton ... Bennett Hoenicker
- Edie McClurg ... Martha George
- Leslie Stefanson ... Sylvia
- Malcolm Brownson ... Father
- Benjamin Brock ... Garoto da janela
- Dakin Matthews ... Padre
- Zack Zeigler ... Adolescente
- Sam Lloyd ... Treinador Willy Barker
- Scott Michael Campbell ... Dale Jepner
- Bob Sarlatte ... Treinador dos Rutland
- Bob Greene ... Árbitro
- Nancy Olson ... Secretária da Ford Company (sem créditos)

## Produção
As filmagens começaram em 8 de outubro de 1996 em São Francisco, na Califórnia.

## Bilheteria
Flubber esteve bem nas bilheterias. Arrecadou $92,977,226 nos Estados Unidos e um total de $85 milhões em outos países para uma grande quantia de of $178 milhões internacionalmente. No entanto o filme recebeu muitas críticas negativas e possui 24% de aprovação no site especializado Rotten Tomatoes.